# Ulica Łazienna we Wrocławiu

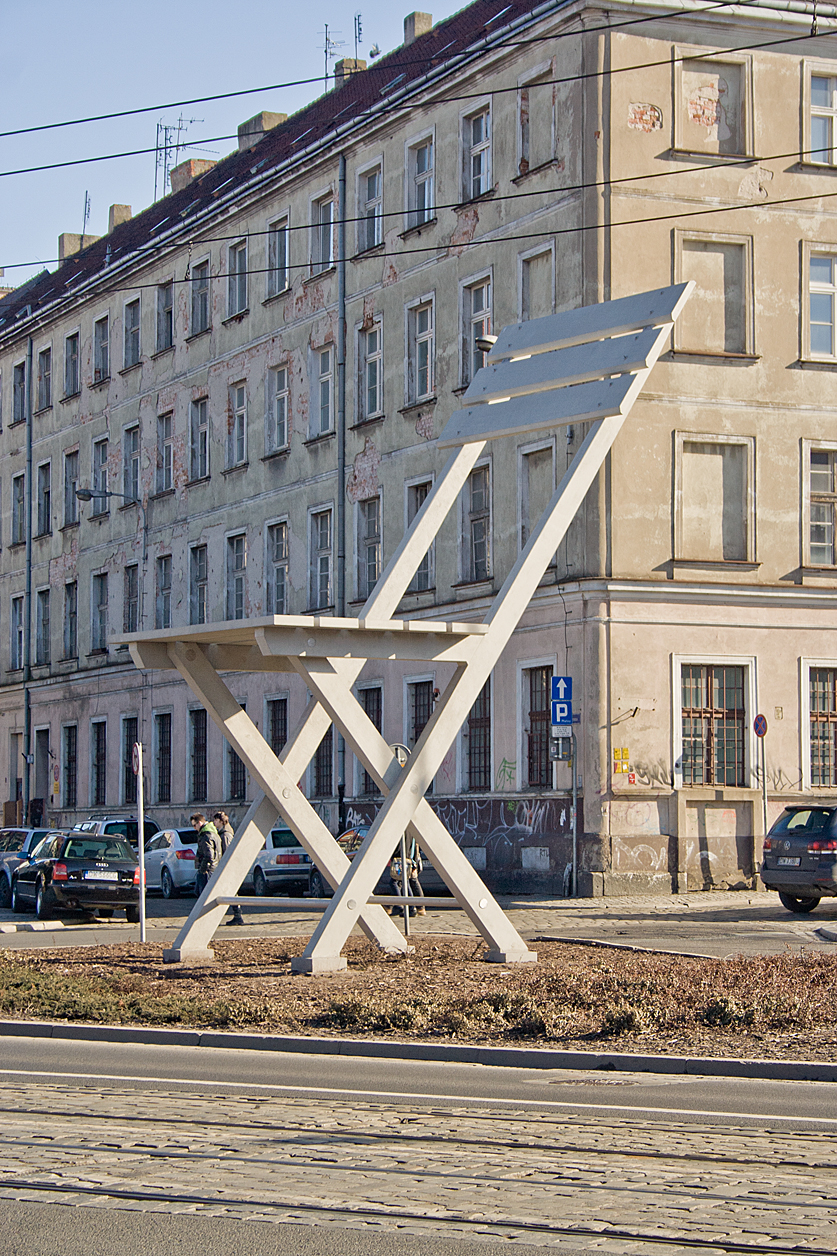
Rzeźba Krzesło Kantora

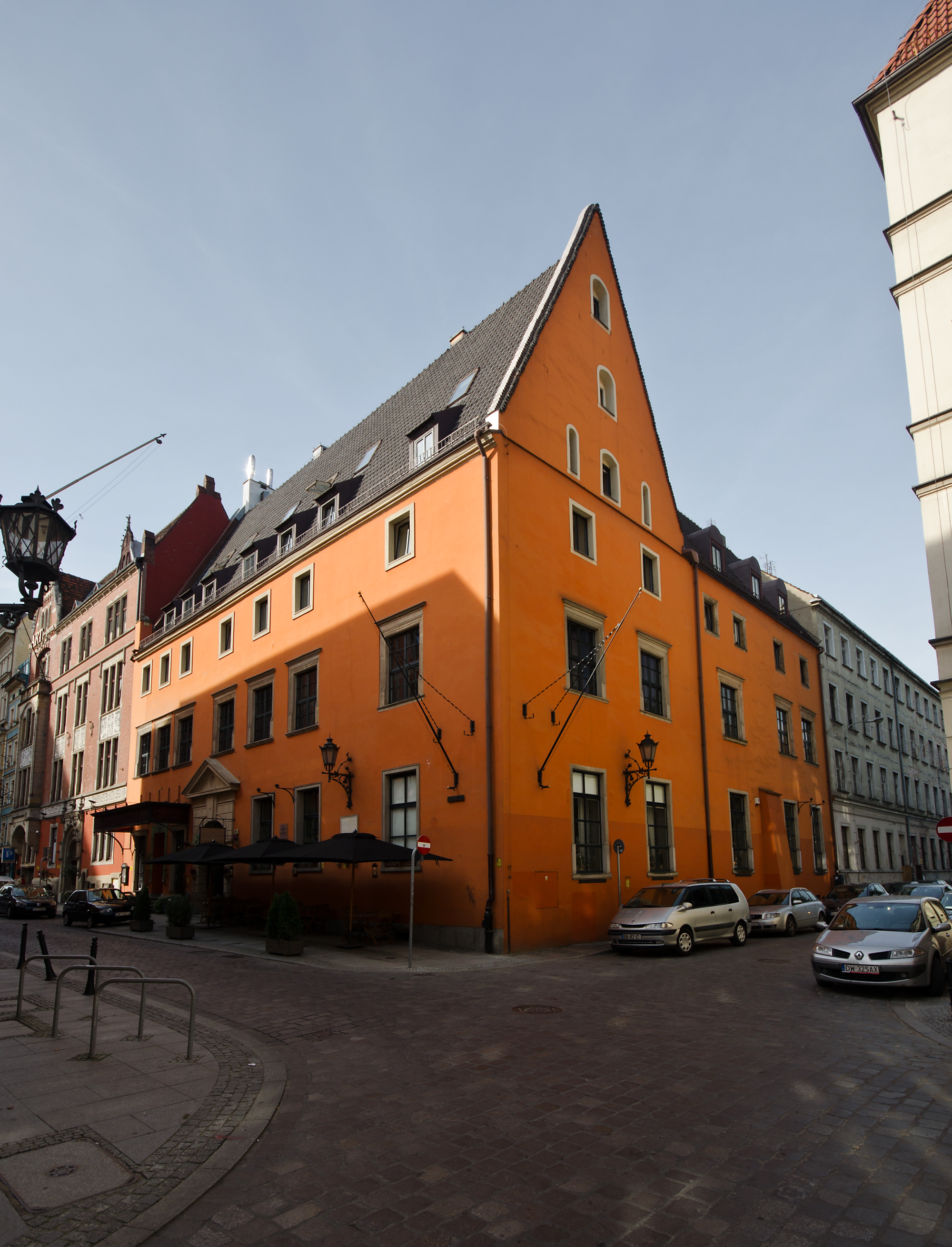
Początek ulicy

Ulica Łazienna – ulica położona we Wrocławiu na Starym Mieście. Łączy ulicę Kiełbaśniczą z ulicą Nowy Świat. Ma 125 m długości.

## Historia
Ulica pozostawała bezimienna jako krótki łącznik biegnący przy murach miejskich i określana była poprzez jej położenie względem istniejących w tym rejonie obiektów – rzeźni lub łaźni. Ulica wzmiankowana była już od 1345 r. jako Engelsburg (lub od XVII wieku). Wiązało się to faktem powstania tu łaźni (za Starymi Jatkami) już przed 1345 r. Położona była przy furcie prowadzącej do rzeźni powstałej w XIII wieku między ulicą Rzeźniczą i Łazienną a brzegiem rzeki Odra. W tym czasie łaźnia była jedyną samodzielną posesją przy tej ulicy, gdyż pozostałe przypisane były bądź do Kiełbaśniczej, bądź do Rzeźniczej. Przetrwała do 1562 r..
Podczas działań wojennych w czasie oblężenia Wrocławia w 1945 r. zabudowa ulicy uległa znacznym zniszczeniom, a w północnej stronie w gruzach legła niemal cała zabudowa (z wyłączeniem kamienicy na rogu z ulicą Kiełbaśniczą).
Od 1980 r. w budynku przy ulicy Łaziennej 4 działał przez lata Klub Jazzowy Rura  . W 2008 r. budynek został wystawiony przez miasto na sprzedaż, która miała miejsce w 2011 r., a w latach 2014-2015 wykonano remont i renowację obiektu, w którym powstał hostel z 51 pokojami i apartamentami  .

## Nazwy
W swojej historii ulica nosiła następujące nazwy: 
- bezimienna, z określeniem względem obiektów:
  - "poprzeczna", "za plebanią św. Elżbiety", "w pobliżu rzeźni", zapis z 1453 r.[3]
  - "przy łaźni", od 1564 r.[3]
- Engelsburg, od 1345 r.[4] (od XVII wieku[2], od XVIII wieku[3]) do 1945 r.[2][4]
- Łazienna, do 1945 r.[2][4][9].

Pierwotna nazwa ulicy Engelsburg nawiązywała do nazwy jednego z domów tu położonych, który określany był jako "Zamek Anioła" (Engel w języku niemieckim oznacza anioła). Współczesna nazwa ulicy została nadana przez Zarząd Miejski i ogłoszona w okólniku nr 94 z 20.12.1945 r..

## Układ drogowy
Do ulicy przypisana jest droga gminna o długości 125 m klasy dojazdowej.
Ulice i place powiązane z ulicą Łazienną:
- skrzyżowanie: ulica Kiełbaśnicza[1][12]
- skrzyżowanie: ulica Rzeźnicza[13]
- skrzyżowanie: ulica Nowy Świat[1][14].

## Zabudowa i zagospodarowanie
Ulica Łazienna znajduje się w obrębie Starego Miasta, w którym dominuje zabudowa mieszkalna i usługowa, ze szczególnym naciskiem na tworzenie miejsc centrotwórczych, przy równoczesnej ochronie zabytków i historycznego układu przestrzennego.
Południowa strona ulicy to zabudowa ciągła, pierzejowa. Obejmuje zabytkowy budynek ART HOTELU, zabudowę uzupełniającą przy ulicy Łaziennej 2 i budynek dawnych magazynów przy ulicy Łaziennej 4. Za ulicą Rzeźniczą powstał nowy budynek przy ulicy Łaziennej 6 / ulicy Rzeźniczej 16. Natomiast pierzeję północą stanowi budynek Hotelu PRIMA BEST WESTERN, dalej parking hotelowy oraz niewielki zieleniec. Na końcu ulicy, na niewielkim terenie zielonym położonym pomiędzy ulicą Łazienną, Rzeźniczą i Nowy Świat, ustawiono rzeźbę plenerową pt. Krzesło Kantora   .

## Ochrona i zabytki
Obszar, na którym położona jest ulica Więzienna, podlega ochronie w ramach zespołu urbanistycznego Starego Miasta z XIII-XIX wieku, wpisanego do rejestru zabytków pod nr. rej.: 196 z 15.02.1962 oraz A/1580/212 z 12.05.1967 r.. Inną formą ochrony tych obszarów jest ustanowienie historycznego centrum miasta, w nieco szerszym obszarowo zakresie niż wyżej wskazany zespół urbanistyczny, jako pomnik historii  . Samo miasto włączyło ten obszar jako cenny i wymagający ochrony do Parku Kulturowego "Stare Miasto", który zakłada ochronę krajobrazu kulturowego oraz uporządkowanie, zachowanie i właściwe kształtowanie krajobrazu kulturowego i historycznego charakteru najstarszej części miasta . Ochronę narzucają także miejscowe plany zagospodarowania przestrzennego, między innymi w zakresie zachowania określonych elementów budynków i kształtowania zabudowy .
Przy ulicy i w najbliższym sąsiedztwie znajdują się następujące zabytki:
| obiekt, położenie                                                           | powstanie, nr rej. | foto |
| --------------------------------------------------------------------------- | --- | ---- |
| pierzeja południowa                                                         | |      |
| Magazyny, ob. nieużytkowany ul. Łazienna 4                                  | XVI w., XIX w., l. 1963-1965 (odbudowa i adaptacja), 2014 r. (remont) gez, mpzp                                                                               |      |
| Kamienica, ob. ART HOTEL - RESTAURACJA ul. Kiełbaśnicza 20                  | XV w., XVI w., XVIII w., 1820 r., ok. 2000 r. XV, XVI w. A/4021/67 z dn. 06.02.1962                                                                           |      |
| zamknięcie wschodniej osi widokowej                                         | |      |
| Kamieniczka w zespole kramów "Stare Jatki" ulica Malarska 1-2               | XIV w., XVIII w., l. 1969-1970 (odbudowa i remont), ok. 2010 r. (remont) XVII-XVIII w., po 1945 r. 122-128 z dn. 6.12.1949 r. oraz A/1610/91 z dn. 12.02.1962 |      |
| pierzeja północna                                                           | |      |
| Kamienica, ob. Hotel PRIMA BEST WESTERN z restauracją ulica Kiełbaśnicza 19 | ok. 1880 r., ok. 2000 r. XV-XX w. A/1502/514/Wm z dn. 24.03.1993                                                                                              |      |